# 68. ročník udílení Oscarů
68. ročník udílení Oscarů proběhl 25. března 1996 v Dorothy Chandler Pavilion, (Los Angeles) a udílel ocenění pro nejlepší filmařské počiny roku 1995. Udílely se ceny ve 24 kategoriích a producentem byl Gil Cates († 2011). Večer moderovala Whoopi Goldberg.

## Nominace a vítězové
Vítězové v dané kategorii jsou uvedeni tučně.
| Nejlepší film | Nejlepší režie |
| --- | --- |
| Statečné srdce - Apollo 13 - Babe - galantní prasátko - Pošťák - Rozum a cit | Mel Gibson – Statečné srdce - Chris Noonan – Babe - galantní prasátko - Tim Robbins – Mrtvý muž přichází - Mike Figgis – Leaving Las Vegas - Michael Radford – Pošťák |
| Nejlepší herec | Nejlepší herečka |
| Nicolas Cage jako Ben Sanderson – Leaving Las Vegas - Richard Dreyfuss jako Glenn Holland – Opus pana Hollanda - Anthony Hopkins jako Richard Nixon – Nixon - Sean Penn jako Matthew Poncelet – Mrtvý muž přichází - Massimo Troisi jako Mario Ruoppolo – Pošťák | Susan Sarandon jako Helen Prejean – Mrtvý muž přichází - Elisabeth Shue jako Sera – Leaving Las Vegas - Sharon Stone jako Ginger McKenna – Casino - Meryl Streep jako Francesca Johnson – Madisonské mosty - Emma Thompson jako Elinor Dashwood – Rozum a cit                                                                    |
| Nejlepší herec ve vedlejší roli | Nejlepší herečka ve vedlejší roli |
| Kevin Spacey jako Roger "Verbal" Kint – Obvyklí podezřelí - James Cromwell jako farmář Arthur Hoggett – Babe - galantní prasátko - Ed Harris jako Gene Kranz – Apollo 13 - Brad Pitt jako Jeffrey Goines – Dvanáct opic - Tim Roth jako Archibald Cunningham – Rob Roy | Mira Sorvino jako Linda Ash – Mocná Afrodité - Joan Allen jako Pat Nixon – Nixon - Kathleen Quinlan jako Marilyn Gerlach Lovell – Apollo 13 - Mare Winningham jako Georgia Flood – Georgia - Kate Winslet jako Marianne Dashwood – Rozum a cit                                                                                   |
| Nejlepší původní scénář | Nejlepší adaptovaný scénář |
| Obvyklí podezřelí – Christopher McQuarrie - Statečné srdce – Randall Wallace - Mocná Afrodité – Woody Allen - Nixon – Oliver Stone, Christopher Wilkinson a Stephen J. Rivele - Toy Story: Příběh hraček – Joss Whedon, Andrew Stanton, Joel Cohen, Alec Sokolow, John Lasseter, Pete Docter a Joe Ranft                                                                                     | Rozum a cit – Emma Thompson - Apollo 13 – William Broyles - Babe - galantní prasátko – George Miller a Chris Noonan - Leaving Las Vegas – Mike Figgis - Pošťák – Michael Radford, Anna Pavignano, Furio Scarpelli, Giacomo Scarpelli a Massimo Troisi                                                                            |
| Nejlepší cizojazyčný film | Nejlepší dokument |
| Antonia (Nizozemsko) – Marleen Gorris - Všechno je jak má být (Švédsko) – Bo Widerberg - Dust of Life (Alžírsko) – Rachid Bouchareb - O Quatrilho (Brazílie) – Fábio Barreto - Starman - Výrobce hvězd (Itálie) – Giuseppe Tornatore | Anne Frank Remembered – Jon Blair - Bitva o Občana Kanea – Thomas Lennon a nd Michael Epstein - Fiddlefest—Roberta Tzavaras and Her East Harlem Violin Program – Allan Miller a Walter Scheuer - Hank Aaron: Chasing the Dream – Mike Tollin a Fredric Golding - Troublesome Creek: A Midwestern – Jeanne Jordan a Steven Ascher |
| Nejlepší krátký dokument | Nejlepší krátký hraný film |
| One Survivor Remembers – Kary Antholis - Jim Dine: A Self-Portrait on the Walls – Nancy Dine a Richard Stilwell - The Living Sea – Greg MacGillivray a Alec Lorimore - Never Give Up: The 20th Century Odyssey of Herbert Zipper – Terry Sanders a Freida Lee Mock - The Shadow of Hate – Charles Guggenheim                                                                                 | Lieberman in Love – Christine Lahti a Jana Sue Memel - Brooms – Luke Cresswell a Steve McNicholas - Duke of Groove – Griffin Dunne a Thom Colwell - Little Surprises – Jeff Goldblum a Tikki Goldberg - Tuesday Morning Ride – Dianne Houston a Joy                                                                              |
| Nejlepší krátký animovaný film | Nejlepší vizuální efekty |
| O chloupek – Nick Park - The Chicken from Outer Space – John R. Dilworth - Konec – Chris Landreth a Robin Barger - Gagarin – Alexiy Kharitidi - Runaway Brain – Chris Bailey | Babe - galantní prasátko – Scott E. Anderson, Charles Gibson, Neal Scanlan a John Cox - Apollo 13 – Robert Legato, Michael Kanfer, Leslie Ekker a Matt Sweeney |
| Nejlepší píseň | Nejlepší zvukové efekty |
| „Colors of the Wind“ – Alan Menken a Stephen Schwartz – Pocahontas - „Dead Man Walkin'“ – Bruce Springsteen – Mrtvý muž přichází - „Have You Ever Really Loved a Woman“ – Michael Kamen, Bryan Adams a Robert John Lange – Don Juan DeMarco - „Moonlight“ – Alan a Marilyn Bergman – Sabrina - „You've Got a Friend in Me“ – Randy Newman – Toy Story: Příběh hraček                         | Statečné srdce – Lon Bender a Per Hallberg - Batman navždy – John Leveque a Bruce Stambler - Krvavý příliv – George Watters II |
| Nejlepší zvuk | Nejlepší výprava |
| Apollo 13 – Rick Dior, Steve Pederson, Scott Millan a David MacMillan - Batman navždy – Donald O. Mitchell, Frank A. Montaño, Michael Herbick a Petur Hliddal - Statečné srdce – Andy Nelson, Scott Millan, Anna Behlmer a Brian Simmons - Krvavý příliv – Kevin O'Connell, Rick Kline, Gregory H. Watkins a William B. Kaplan - Vodní svět – Steve Maslow, Gregg Landaker a Keith A. Wester | Čas smyslnosti – Eugenio Zanetti - Apollo 13 – Michael Corenblith a Merideth Boswell - Babe - galantní prasátko – Roger Ford a Kerrie Brown - Malá princezna – Bo Welch a Cheryl Carasik - Richard III. – Tony Burrough |
| Nejlepší kamera | Nejlepší střih |
| Statečné srdce – John Toll - Batman navždy – Stephen Goldblatt - Malá princezna – Emmanuel Lubezki - Rozum a cit – Michael Coulter - Opiová válka – Lü Yue | Apollo 13 – Mike Hill a Daniel P. Hanley - Babe - galantní prasátko – Marcus D'Arcyand Jay Friedkin - Statečné srdce – Steven Rosenblum - Krvavý příliv – Chris Lebenzon - Sedm – Richard Francis-Bruce |
| Nejlepší masky | Nejlepší kostýmy |
| Statečné srdce – Peter Frampton, Paul Pattison a Lois Burwell - My Family, Mi Familia – Ken Diaz a Mark Sanchez - Nikdo není sám – Greg Cannom, Bob Laden a Colleen Callaghan | Čas smyslnosti – James Acheson - Dvanáct opic – Julie Weiss - Statečné srdce – Charles Knode - Richard III. – Shuna Harwood - Rozum a cit – Jenny Beavan a John Bright |
| Nejlepší hudba – drama | Nejlepší hudba – komedie |
| Pošťák – Luis Bacalov - Apollo 13 – James Horner - Statečné srdce – James Horner - Nixon – John Williams - Rozum a cit – Patrick Doyle | Pocahontas – Alan Menken a Stephen Schwartz - Americký prezident – Marc Shaiman - Sabrina – John Williams - Toy Story: Příběh hraček – Randy Newman - Hrdinové mého dětství – Thomas Newman |